# Bohdan Szyba
Bohdan Pawłowycz Szyba (ukr. Богдан Павлович Шиба; ur. 8 stycznia 1962 w rejonie radziechowskim) — ukraiński samorządowiec, w latach 2006–2010 prezydent miasta Łucka.

## Życiorys
W 1984 ukończył studia na Wydziale Architektury Lwowskiego Instytutu Rolniczego. W latach 1985–1992 wykonywał pracę architekta rejonu turzyskiego w obwodzie wołyńskim. W 1990 po raz pierwszy wszedł w skład Rady Obwodowej w Łucku (na kolejną kadencję wybierany w latach 1994 i 1998). W 1994 objął funkcję przewodniczącego rady rejonowej w Turzysku, a rok później został szefem lokalnej administracji rządowej. Od 2005 do 2006 był wiceprzewodniczącym obwodowej administracji rządowej w obwodzie wołyńskim. 26 marca 2006 został wybrany merem Łucka. W wyborach 2010 ubiegał się o reelekcję z rekomendacji ruchu "Za Ukrainę!", uzyskując trzecie miejsce. Należał do Demokratycznej Partii Ukrainy (w latach 1999–2002 był przewodniczącym jej Rady Krajowej).
W sierpniu 2007 roku z inicjatywy mera Łucka Bohdana Szyby i za aprobatą większości miejscowych ukraińskich deputowanych, jedna z głównych ulic miasta, nosząca po II wojnie światowej nazwę "Czerwonoarmiejska", została  przemianowana na ul. Bohaterów UPA.

## Życie prywatne
Ma żonę oraz dwoje dzieci.